# Bad Reputation (Joan Jett)
Bad Reputation è il primo album da solista di Joan Jett, pubblicato nel 1981 per l'etichetta discografica Blackheart Records, dopo lo scioglimento delle Runaways.
In origine il disco fu stampato senza etichetta nel 1980 sotto il nome di Joan Jett.

## Tracce
1. Bad Reputation (Jett,Cordell, Kupersmith, Laguna) 2:50
2. Make Believe (Gentry, Levine) 3:11 (Wind Cover)
3. You Don't Know What You've Got (Cordell, Jett, Laguna) 3:45
4. You Don't Own Me (Madara, White) 3:27 (Lesley Gore Cover)
5. Too Bad on Your Birthday (Karp, Resnick) 2:58 (Ram Jam Cover)
6. Do You Wanna Touch Me (Oh Yeah) (Glitter, Leander) 3:49 (Gary Glitter Cover)
7. Shout (Isley, Isley, Isley) 2:48 (The Isley Brothers Cover)
8. Let Me Go (Cordell, Jett, Laguna) 2:42
9. Doing All Right With the Boys (Glitter, Leander) 3:38 (Gary Glitter Cover)
10. Jezebel (Jett, Laguna) 3:28
11. Don't Abuse Me (Jett) 3:38 (The Runaways Cover)
12. Wooly Bully (Samudio) 2:20 (Sam the Sham Cover)

### Tracce bonus (remaster)
- 13. Call Me Lightning (Townshend) (The Who Cover)
- 14. Hanky Panky (Barry, Greenwich) (Tommy James and the Shondells Cover)
- 15. What Can I Do For You (Laguna)
- 16. You Don't Own Me (Madara, White) (Lesley Gore Cover)
- 17. Bad Reputation [live con i Ramones] (Cordell, Jett, Kupersmith, Laguna)

## Formazione
- Joan Jett - voce, chitarra
- Steve Jones - chitarra, basso
- Sean Tyla - chitarra acustica 12 corde
- Eric Ambel - chitarra
- Jeff Bannister - piano
- Clem Burke - batteria
- Ricky Byrd - chitarra, cori
- Buzz Chanter - chitarra
- Paul Cook - batteria
- Ritchie Cordell - cori
- Lee Crystal - batteria
- Richard d'Andrea - basso
- John Earle - sassofono
- Mick Eve - sassofono
- Lea Hart - chitarra, cori
- Frank Infante - chitarra
- Kenny Laguna - organo, chitarra, percussioni, piano, tastiere, tamburello, clavinet, cori
- Lou Maxfield - chitarra
- Jeff Peters - basso, cori
- Dee Dee Ramone - chitarra
- Marky Ramone - batteria
- Gary Ryan - basso, cori
- Joel Turrisi - batteria
- Martyn Watson - cori
- Micky Groome - basso
- Johnny Gash - cori
- Paul Simmons - batteria, cori
- Johnny Earl - sassofono
- Barbara Ramone - basso